# 特警Winspector
《特警：勝利搜查隊》是由日本東映所製作的特攝電視劇。於1990年（平成2年）2月4日至1991年（平成3年）1月13日期間，在每週日上午8:00～8:30（JST）由朝日电视台播出，全49集，為「金属英雄系列」的第9部作品。
本片在香港曾以《未來特警》譯名，由無線電視（TVB）於1991年（播出前半部）與1993年（播出後半部）播出。

## 本作特色
劇情主軸
- 本作最大的特色即為，捨棄以往特攝作品中「英雄對抗反派」、「怪人及邪惡組織」的公式情節，而是以打擊人類犯罪、災害救援為劇情主要走向。

時空背景
- 1988-1989年間，發生了駭人聽聞的宮崎勤事件。使得當時日本動漫、特攝進入黑暗期。

## 故事概要
特警：勝利搜查隊熱愛和平，相信友情，為了守護人們的性命，面對犯罪挺身而出的「警視廳特別救急警察隊」之名。
1999年，隨著科學技術日新月異的進步，人們生活因此變得更加富足；然而，不肖的「犯罪者們」將其技術逆用，造成多人犧牲的凶惡犯罪事件日趨增加。而為了遏止事態不斷擴大，日本當局成立了「警視廳特別救急警察隊」Special Rescue Police WINSPector(WSP)，其目的即為偵查犯罪、逮捕犯人，救助因災害或犯罪而有著生命危險的人們。

## 登場人物
| 角色                                                                 | 演出．聲優 | 配音   | 簡介 |
| 特警Winspector成員                                                   |            |        | |
| 香川龍馬（烈焰） かがわ りょうま（ファイヤー） Kagawa Ryouma（Fire） | 山下優     | 蘇強文 | WSP隊長，警視正，23歲。187cm、70kg。第一人稱為「僕」。 鐵錚錚的熱血漢子。運動全能，曾為奧運培訓代表；語言能力甚強，精通五國語言。 面對危難時，雖有衝動之際，但負有強烈正義感及將他人生命視如己出的溫柔。 剛強堅毅的外表下，似乎害怕蟑螂，對昆蟲沒轍。 年幼時，雙親死於火災，此後便與妹妹優子相依為命。 著化為「焰警」時，身高197cm、體重150kg。 特警裝甲可讓力量增強為素體時的30倍、耐熱溫度達4000℃、彈跳力30m、移動速度100m/2.8~3.6秒。 |
| 拜克爾 バイクル Bikel                                                | 篠田薰     | 馮錦堂 | 警視廳電子工學研究所研發之人造機器人，塗裝為黃。 主要於荒地及險處作業用，重機動、力量型。 行走時，雙肩會如同模仿火車遊戲一般的迴轉為其特徵。 |
| 瓦爾特 ウォルター Walter                                             | 平井誠一   | 招世亮 | 警視廳電子工學研究所研發之人造機器人，塗裝為藍綠色。 成員中唯一具飛行能力者，能夠進行空中偵察、救援行動，高機動性。 行走時，雙手會以手刀姿勢大幅度上下擺動為其特徵。 |
| 警視廳特別救急警察隊成員                                             |            |        | |
| 藤野純子 ふじの じゅんこ                                             | 中西真美   | 楊婉清 | 情報搜查官，20歲，外型亮麗。 行事明快果決，但也有著纖細柔弱的一面，被正木部長笑稱「老好人純子」。 槍法一流，愛槍為AutoMag。 事件發生時，和龍馬同為前線作戰人員。 |
| 正木俊介 まさき しゅんすけ                                           | 宮內洋     | 盧國權 | 本部長，亦為救急警察隊最高負責人。警視監，41歲。 |
| 小山久子 こやま ひさこ                                               | 小栗さちこ | 黃麗芳 | 秘密搜查官，警部補，22歲。 平時，以「Chako咖啡」為其隱藏身分的據點；正木部長大多以店內電話聯絡任務。 其公殉職的父親·小山正信警官為正木的摯友，同時也是「特警Winspector」創立者。 |
| 野野山真一 ののやま しんいち                                         | 大林勝     | 郭志權 | 警部補，機械技師，內勤。 主要負責拜克爾、瓦爾特維修保養工作，劇中也有跟瓦爾特對弈西洋棋的場景。 為德米塔斯及勝利追跡者的開發人。 |
| 德米塔斯 デミタス                                                    | 二又一成   | －     | 野野山開發之迷你支援用機器人。 平時為圓柱型態（大小如同一般胡椒罐），活動時則會變為機器人型態。 原為野野山的下棋對手，其將性能大幅提升後，正式成為WSP成員。 毒舌派，但沒惡意。 主要負責拜克爾、瓦爾特故障時的緊急處理以及祕密搜查活動等。 |
| 馬多克斯 マドックス                                                  | 岸野一彦   | －     | 位於本部的超級電腦，詳細記載著「犯罪者們」的相關資訊。 當事件發生時，具有即時解析情報的能力。 |
| 協力人物                                                             |            |        | |
| 六角虎五郎 ろっかく とらごろう                                       | 佐藤信一   | 翟耀輝 | 警視廳搜查一課警部，27歲。 人如其名，作風硬派；雖同為警察，卻總是將WSP視為其競爭對手。 一股腦猛衝的個性，讓他在事件中吃了不少苦頭。 |
| 香川優子 かがわ ゆうこ                                               | 星川搖     | 曾佩儀 | 龍馬妹妹，13歲，於千葉縣老家農場工作。 因農場土壤受到工廠排放之廢液汙染，導致花卉植物無法順利生長。 正為了能讓花朵重新綻放而奮鬥。 |
| 小山良太 こやま りょうた                                             | 山本亮     | 林丹鳳 | 久子弟弟。把龍馬當成哥哥一般地崇拜，個性直接。 |
| 配音                                                                 |            |        | |
| 旁白 ナレーター                                                      | 政宗一成   | 郭立文 | 負責開頭介紹及部分劇情解說。 |

### 皮套演員
- 烈焰｜横山一敏、野中博之
- 拜克爾｜金田憲明、菊地壽幸
- 瓦爾特｜岩田時男

## 機械.裝備

### 基本裝備
- 特警裝甲 | クラステクター | Class Protector

警視廳電子工學研究所的朝比奈博士帶領的精銳團隊所開發之特殊災害救援用強化裝甲。
著裝後，除了可獲得較常人時多達30倍的力量，其他如速度、跳躍力等皆大幅提升；其裝甲設計亦可承受極高溫及各種有毒氣體，用以應付各種不可預測之災害現場。
平時裝載於勝利巡邏車，龍馬需在車上按下按鈕後才能進行「著化」。裝甲本身即為龍馬量身設計，因此除了龍馬之外，其他人並沒辦法著化成功。
由於肉體極度強化的狀態下會造成著裝者的負擔，因此著裝時限僅有5分鐘；超過時限的話，龍馬本身將收到傷害。
喊出「Spark!」時，可啟動為高速模式進行移動，理所當然，著裝時限將大幅減少；但也有過龍馬憑藉本身強大意志力延長了1分鐘的狀況。
解除頭盔鎖定時，裝甲機能同時停止。一般在事件結束後，由龍馬(根據不同事件有其他人)解除頭盔；此外，裝甲若遭受嚴重損害時也會有自動解除的情形發生。當龍馬脫下頭盔時總是滿頭大汗。(這方面的設定能讓觀眾更有真實感)
故事中段時，劇情設定上龍馬需將「SP卡」安裝於勝利巡邏車才能進行著化。
- 德崔克M-2 | デイトリックM-2 | Daytrick M2

WSP3人的標準型配備，平時收納於腰部右側的槍套中的多用途特殊手槍。龍馬未著化前也可使用。
- 特警手冊 | 特警手帳 | Winspetcor Manual

用於WSP身分證明的電子手冊，亦可收特警手銬。具有通信功能，可連絡本部及支援用機器人。
- 特警手銬 | ハンドワッパー | Hand whopper

WSP專用手銬。曾用於銬住下墜中的電梯的鋼索，阻止悲劇發生的情節。

### 烈焰專用
- 極限聖劍 | マックスキャリバー | Max Caliber

烈焰專用裝備，由拳套和槍刃合體而成的武器。
- 億萬流光砲 | ギガストリーマー | Giga Streamer

第31話登場。
由美國所開發的人造特殊金屬「鋯合金」問世於軍火市場時，擔憂WSP裝備戰力不足的正木部長，情商警視廳電子工學研究所的朝比奈博士所製造之WSP最強救援用兵器。
前端部分因裝備之物件不同，使本身具有雙重模式。
- 高轉速模式 | スピナーモード | Spinner Mode

高轉速模式為機械手臂型態。依照爪部前端內藏的傳感器，可任意切換鑽頭、機械爪、金剛臂等機能，鑽頭部分使用超傳導馬達，每分鐘迴轉數高達5500轉。
鉤爪部分材料為「鋯合金21」，前端則使用具有鑽石3倍硬度的「鋯合金32」製造。
- 終極模式 | マキシムモード | Maxim Mode

終極模式為格林機槍型態，具有射擊功能。能夠每秒發射約60發的等離子光波彈。

### 拜克爾專用
騎矛 | バイスピア | Bi-Spear
收納於拜克爾背部的特殊警棍(2支)。
平時為「杖模式」，三段伸長後為「棍模式」，將2支結合後為「長柄棍」。
騎警為機車型態時，收納於背部的騎矛即為手把。

### 瓦爾特專用
滑翔飛翼 | ディスライダー | De-Slider
裝載於瓦爾特背部的飛行用機翼。
其飛行時速最高可達750km。機翼部分可做為「切斷器」投擲使用；另當雙翼合併後，即可變為防禦用盾牌。

### 其他裝備
- 救援武裝 | クラッパー | Clapper

能夠裝載於手臂上的救援用發射型器具。能發射催眠彈、液氮子彈、鋼索錨鉤等。
第17集中，曾用來發射能中和宇宙生命體的「石灰彈」。
- 迴轉鉤爪 | スピンクロー | Spin Claw

能夠裝載於右手上的救援用破壞型器具。通常為鑽頭模式，前端的三鉤爪亦可張開為機械手模式。
即使擁有超群破壞力，但在面對全身包覆擁有鑽石2倍硬度之「鋯合金21」鎧甲的布萊恩時，鉤爪仍硬生生斷裂。
- 複合背包 | マルチパック | Multi Pack

後背式救助裝備，具有多重功能，如下。
- 滅火器模式 | ファイヤーバージョン | Fire Version

火災現場用。能夠噴發滅火彈 / 光束。
此外，前端噴嘴部分為拆卸式，能另裝載為可發射液氮子彈、黏著彈等的「黏著劑模式(コーキングバージョン/ Caulking Version)」。
- 呼吸器模式 | エアーバージョン | Air Version

救援傷患用。裝備為氧氣補給桶及六個能夠在火災現場應急用的氧氣面罩。

### 車輛
- 勝利 / 烈焰巡邏車 | ウインスコード / ファイヤースコード | Win / Fire Squad

全長：515cm / 寬度：199.5cm / 車高：184.5cm / 最高速度：400km/h (一般)、850km/h (烈焰)
龍馬所搭乘之超級巡邏車。曾一度被死神摩斯手下駕駛的超級跑車的導彈破壞，後由野野山修復、改造。
以名為SP卡的特殊卡片安裝啟動後，不僅龍馬能進行「著化」；巡邏車外型也會從「一般型態」全車變形為紅色塗裝為主的「烈焰型態」，變形機能運作時間約為10秒。
烈焰巡邏車搭載全方位探測雷達、化學噴霧器(滅火)、4門雷射電磁砲(破壞障礙物)、紅外線夜視器、警示用高光度信號燈、強制熱空冷對流風扇等救援用裝備。
車輛原型為第3代Chevrolet Camaro。
- 勝利追擊者 | ウインチェイサー | Win Chaser

由野野山開發改裝，專門給予前往現場較為行動不便的騎警使用的高機動性越野摩托車。車身為白，塗裝與用途同一般警用摩托車。
車身設計並無手把，而是需以騎警背部收納的武器「騎矛」另作為手把使用，方能啟動。
摩托車原型為Suzuki TS200。
- LUCE 四門HT（HC） | マツダ・ルーチェ 4ドアHT（HC）

正木部長所駕駛的便衣警車。初期塗裝為白色。
- RX-7（FC3S） GT-X | マツダ・RX-7（FC3S） GT-X

純子所駕駛的便衣警車。塗裝同市面上販售之火焰紅。

## 製作群
- 製作人：宇都宮恭三（テレビ朝日）、堀長文（東映）
- 原作：八手三郎
- 連載：テレビマガジン、たのしい幼稚園、てれびくん、テレビランド
- 編劇：杉村升、宮下隼一、高久進、扇沢延男、藤井邦夫、鷺山京子、山田隆司、荒木憲一、増田貴彦、新藤義親
- 導演：東條昭平、小笠原猛、三ツ村鐵治、小西通雄、新井清
- 武術指導：山岡淳二、村上潤
- 音樂：横山菁児
- 攝影：瀬尾脩、小泉貴一
- 燈光：吉岡伝吉
- 美術：宮国登、西條実、稲野実
- 造型：前澤範
- 錄音：太田克己
- 剪輯：菅野順吉
- 選曲：金成謙二
- 効果：大泉音映
- 計測：岡部正治、小泉貴一、田中正博、山本英夫、野沢善夫、臼木敏博
- 操演：羽鳥博幸
- 場記：深沢いづみ、高津省子、渡辺由香
- 造型設計：雨宮慶太
- 助理導演：石田秀範
- 進行主任：東正信
- 製作担当：沼尾和典
- 製作管理：須田啓一
- 企画協力：企画者104
- 裝置：東映美術センター、紀和美建
- 美粧：サン・メイク
- 服裝：東京衣裳
- 造型物製作：レインボー造型企画
- 裝飾：大晃商会
- 合成：チャンネル16→映画工房
- 沖片：東映化学
- 車輛協力：MAZDA、SUZUKI
- （株）特撮研究所（以下自第24集起未於字幕中列名）
  - 操演：鈴木昶、尾上克郎
  - 攝影：高橋政千
  - 燈光：林方谷
  - 美術：佛田洋
- 特攝監督：矢島信男
- 製作：朝日電視台、東映、ASATSU

## 音樂

### 片頭
- 「特警ウインスペクター」

作詞：山川啓介 / 作曲：鈴木喜三郎 / 編曲：矢野立美 / 歌：宮内タカユキ

### 片尾
「今日のおれからあしたの君へ」
- 作詞：山川啓介 / 作曲：鈴木キサブロー / 編曲：矢野立美 / 歌：宮内タカユキ / 合音：森之木兒童合唱團

### 插曲
「太陽の勇者ファイヤー」(第9、11話)
- 作詞：杉村升 / 作曲：瑞木薫 / 編曲：埜邑紀見男 / 歌：宮内タカユキ

「ヒーローはやってくる」(第17話)
- 作詞：鷺山京子 / 作曲・編曲：金森隆 / 歌：水木一郎

「燃やせ瞳を!」(第7、15話)
- 作詞：宇都宮恭三 / 作曲：横山菁兒 / 編曲：埜邑紀見男 / 歌：宮内洋、中西真美

「激走！レスキューマシン」(第8、13話)
- 作詞：八手三郎 / 作曲・編曲：金森隆 / 歌：水木一郎

「君が幸せなら」(第16、20話)
- 作詞：山川啓介 / 作曲：矢野立美 / 編曲：安西史孝 / 歌：山下優

「ファイヤーハリケーン」(第7話)
- 作詞：宮下隼一 / 作曲：瑞木薫 / 編曲：埜邑紀見男 / 歌：水木一郎

「この命 永遠に」
- 作詞：八手三郎 / 作曲：瑞木薫 / 編曲：埜邑紀見男 / 歌：宮内タカユキ

「愛する大地、愛する海よ」
- 作詞：杉村升 / 作曲：西木英二 / 編曲：有澤孝紀 / 歌：宮内タカユキ、森之木兒童合唱團

「夢もひとつの仲間たち」(第48話)
- 作詞：山川啓介 / 作曲：矢野立美 / 編曲：安西史孝 / 歌：水木一郎

「炎は未来へ」(第48話)
- 作詞：松本一起 / 作曲：鈴木キサブロー / 編曲：有澤孝紀 / 歌：宮内タカユキ

「レッツゴー!ファイヤースコード」(第38、43話)
- 作詞：八手三郎 / 作曲：瑞木薫 / 編曲：埜邑紀見男 / 歌：宮内タカユキ

「勇者ウインスペクター」(第37、40話)
- 作詞：鷺山京子 / 作曲：瑞木薫 / 編曲：埜邑紀見男 / 歌：水木一郎

「ジャスト・ギガストリーマー」
- 作詞：杉村升 / 作曲：瑞木薫 / 編曲：埜邑紀見男 / 歌：水木一郎

## 劇集列表
| 各集概述     |      |                                               | |                   |            |
| 日本播出時間 | 集數 | 日（中）標題                                  | 登場人物．機械 | 腳本              | 監督       |
| 1990.02.04   | 1    | 赤ちゃん暴走! （小嬰兒暴走）                  | - 黑田鬼吉｜黑部進 - 人造人R24 ｜關根大學 - 高澤俊夫｜大木史朗                                                                                          | 杉村升            | 東條昭平   |
| 1990.02.11   | 2    | 笑うラジコン弾! （嘲笑的無線遙控炸彈）        | - 安達徹｜粟津號 - 無線遙控炸彈 | 杉村升            | 東條昭平   |
| 1990.02.18   | 3    | 友情に乾杯! （為友情乾杯!）                   | - 亨利野口｜大谷朗 - 鶴龜二人組 - 鶴田秀範｜越川大介 - 龜田誠｜藤井一男 - 鐵男｜青木勇嗣 - 毒蛇                                                         | 宮下隼一          | 小笠原猛   |
| 1990.02.25   | 4    | 命を運ぶドロボウ （擔負人命的小偷）           | - 田島京平｜松井哲也 - 川邊美穗｜川邊美穗 - 川邊夫妻｜小寺大介、澤柳廸子                                                                                | 宮下隼一          | 小笠原猛   |
| 1990.03.04   | 5    | 襲う! 巨大怪鳥 （巨大怪鳥來襲!）              | - 田宮和夫｜多賀啓史 - 權藤｜秋間登 - 巨大怪鳥·疾風 | 高久進            | 三ツ村鐵治 |
| 1990.03.11   | 6    | 子供に戻った両親 （變回孩子的父母）           | - 日留川一郎｜頭師佳孝 - 中島邦男｜脇田茂 - 中島麻子｜吉佐美聖子 - 中島祐一｜赤澤大介 - 田邊｜森篤夫 - 特殊音波装置                                     | 扇澤延男          | 三ツ村鐵治 |
| 1990.03.18   | 7    | 幸せ祈る聖少女 （祈求幸福的聖少女）           | - 村田建造｜中田讓治 - 村田美由紀｜湯原弘美 - 影山錠二｜堀田真三                                                                                        | 藤井邦夫          | 東條昭平   |
| 1990.03.25   | 8    | 脱線! 親子救急隊 （脫線!親子救援隊）          | - 大曲大造｜二瓶正也 - 大曲真理子｜柴田時江 - 大曲長一郎｜水橋智 - 米倉源一｜二瓶正也（二角） - 武藤｜友金敏雄 - 西脇｜龍咲隼人 - 新型噴射機燃料        | 扇澤延男          | 東條昭平   |
| 1990.04.01   | 9    | 爆弾じかけの犬 （戴著炸彈的警犬）             | - 小山正信｜伴直彌 - 唐澤吾郎／北見次郎｜高橋利道 - 春夫｜大城誠晃 - 理惠｜麻美菜 - 防爆犬·阿雷克 - 項圈炸彈                                            | 高久進            | 小西通雄   |
| 1990.04.08   | 10   | 大人をやっつけろ （打倒大人吧）               | - 田村達夫｜川端槙二 - 田村次郎｜田村圓 - 超振動波生成裝置                                                                                              | 杉村升            | 小西通雄   |
| 1990.04.15   | 11   | 良太の初恋急行便 （良太的初戀大災難）         | - 神崎茂｜野口貴史 - 吉村茜｜中川彩 - 神崎手下｜竹田巧、音周作 - 實驗用濃縮鈾                                                                           | 宮下隼一          | 小笠原猛   |
| 1990.04.22   | 12   | 僕の友達ロボット （我的機器人朋友）           | - 機器雄｜溝口綾（聲） - 川口昭雄｜中島安名 - 川口勝｜内田修二（僅以照片登場） - 久野｜町田政則 - 田原｜上野山繪基                                      | 鷺山京子          | 小笠原猛   |
| 1990.04.29   | 13   | 竜馬が死んだ!? （龍馬死了!?）                 | - 死神摩斯｜Aydin Yamanlar、声：丸山詠二 - 死神摩斯手下｜益田哲夫、吉田真弓、長門美由樹 - 里村｜横光克彦 - 竹田｜寺杣昌紀 - 七萬種植物的種子 - 超級跑車 | 高久進            | 三ツ村鐵治 |
| 1990.05.06   | 14   | 死神モスの逆襲!! （死神摩斯的反擊!!）         | - 死神摩斯｜Aydin Yamanlar、声：丸山詠二 - 死神摩斯手下｜益田哲夫、吉田真弓、長門美由樹 - 里村｜横光克彦 - 竹田｜寺杣昌紀 - 七萬種植物的種子 - 超級跑車 | 高久進            | 三ツ村鐵治 |
| 1990.05.13   | 15   | 竜馬! 正木を射て （龍馬! 向正木開槍）         | - 八神巖｜伊藤高 - 勝田祐次｜志村要 | 宮下隼一          | 小西通雄   |
| 1990.05.20   | 16   | 大好きウォルター （最喜歡翼警了）             | - 宏美｜塙紀子 - 小峰孝｜ピース - 大木春男｜川井康弘 - 超電磁波増幅器 - 磁場變換迴路                                                                    | 杉村升            | 小西通雄   |
| 1990.05.27   | 17   | 怖い宇宙の贈り物 （恐怖宇宙的禮物）           | - 獵鷹2號 - 宇宙生命體 - 高岡｜田中洋介 - 高岡美紀｜本名陽子                                                                                            | 杉村升            | 小笠原猛   |
| 1990.06.03   | 18   | 超能力! 孝行少女 （超能力! 孝順少女）         | - 江藤五郎｜上野山功一 - 村川正｜甲斐道夫 - 三田耕平｜堀越大史 - 三田瞳｜守屋利惠 - 瞳母｜宇佐美多惠子 - 超能力開發裝置                                 | 鷺山京子          | 小笠原猛   |
| 1990.06.10   | 19   | 愛と勇気の父子(おやこ)橋 （愛與勇氣的父子橋） | - 森田幹夫｜青戸昭憲 - 森田英夫｜赤塚真人 - 大塚龍次｜柳田吉功                                                                                          | 宮下隼一          | 三ツ村鐵治 |
| 1990.06.17   | 20   | 熱いKOパンチ! （炙熱的一拳KO!）               | - 相澤圭二｜筒井巧 - 兵藤乙彦｜加地健太郎 - 成田敦｜松井工 - 電磁防護罩裝置                                                                             | 扇澤延男          | 三ツ村鐵治 |
| 1990.06.24   | 21   | 涙に散った銃弾! （吹散淚水的子彈!）           | - 戸川弓子｜丸山真步 - 森川昭夫｜渡部篤 | 山田隆司          | 小西通雄   |
| 1990.07.01   | 22   | 殺人犯は二度死ぬ （殺人犯是不會死兩次的）     | - 三島晃一 / 改造人｜大友龍三郎 - 堺｜戸井田稔 - 徹｜菅原有吾                                                                                           | 杉村升            | 小西通雄   |
| 1990.07.08   | 23   | 父のマンガはがき （父親的漫畫明信片）         | - 石野｜入江正徳 - 奥田｜岡本美登 - 相川優樹｜大西良和 - 優樹父｜星野元信 - 異常植物                                                                    | 鷺山京子          | 小笠原猛   |
| 1990.07.15   | 24   | 私のピーコちゃん （我的P子）                  | - 黑岩哲｜吉野泰右 - 湯淺久夫｜岩淵俊宣 - 小池惠美｜宮岡彌生 - 村井公次｜長瀨敏彦 - 西本龍二｜那波憂也 - P子                                            | 高久進            | 小笠原猛   |
| 1990.07.22   | 25   | 雨に泣くロボット （在雨中哭泣的機器人）       | - 桐本真弓｜吉川理惠子 - 桐本光夫｜成瀬善之 - 高山｜柳澤紀夫                                                                                            | 扇澤延男          | 三ツ村鐵治 |
| 1990.07.29   | 26   | 薄幸少女の旅立ち （不幸少女的旅途）           | - 長濱修三｜中村孝雄 - 横川道夫｜川口啓史 - 横川幸子｜田京恵                                                                                            | 山田隆司          | 三ツ村鐵治 |
| 1990.08.05   | 27   | 星を呼ぶ百歳美女 （呼喚星星的百歲美女）       | - 迦樓羅 / 深野美雪｜高畑淳子 - 春野草堂｜相澤治夫 - 秘密結社Q - 米基彗星                                                                               | 鷺山京子          | 小西通雄   |
| 1990.08.12   | 28   | 飛べ! 優子号 （飛吧!優子號）                  | - 香川善一郎｜早川雄三 - 香川晴子｜松波志保 - 新田誠一｜早坂直家 - 老人之家｜岩城力也、相馬剛三、河合弦司、谷本小夜子 - 素粒子能源                      | 杉村升            | 小西通雄   |
| 1990.08.19   | 29   | 昆虫採集の妖!?怪 （捕捉昆蟲的妖!?怪）         | - 吸血人面蝙蝠｜京田尚子（聲） - 巨大怪鳥 - 宮部徹｜押切英樹                                                                                            | 高久進            | 小笠原猛   |
| 1990.08.26   | 30   | ママ…ママ助けて （媽媽..媽媽救救我）          | - 村野正夫｜廣瀨匠 - 佐佐木等｜大野雅之 - 立花美津子｜要田禎子 - 立花恵美子｜船田惠、多田葵、小瀬田歩美、酒井理華 - 榊原｜吉水慶 - 電磁細胞活性装置     | 荒木憲一          | 小笠原猛   |
| 1990.09.02   | 31   | 哀しみの最強ロボ （悲哀的最強機器人）         | - 布萊恩｜森篤夫（聲） - 朝比奈｜荒木茂 - 廣崎雄一｜阿川藤太 - 廣崎由佳里｜中條雅美 - 朝比奈夏實｜村山真夏                                              | 杉村升            | 三ツ村鐵治 |
| 1990.09.09   | 32   | 警視庁を占拠せよ （佔領警視廳）               | - 廣崎雄一 | 杉村升            | 三ツ村鐵治 |
| 1990.09.16   | 33   | 目覚めた浦島太郎 （醒來的浦島太郎）           | - 古澤淳吉｜伊東達廣 - 秋吉誠｜小峰裕一 - 溶解液 | 扇澤延男          | 新井清     |
| 1990.09.23   | 34   | 逆転ばあちゃん （逆轉婆婆）                   | - 桃山銀子｜たうみあきこ - 桃山武彦｜岸本功 - 桃山夫人｜池田紀子 - 松山｜小山力也 - 湯川｜根岸一正 - 由佳｜小出由華                                     | 山田隆司          | 新井清     |
| 1990.09.30   | 35   | 母と子のSOS! （母子的求救訊號!）              | - 柴田達彦｜田中佑二 - 柴田賴子｜檜芳江 - 關口隆｜古原鐵平 - 關口君枝｜麻志奈純子                                                                       | 宮下隼一          | 小笠原猛   |
| 1990.10.07   | 36   | バイクルのパパ （騎警的爸爸）                 | - 西田老爹｜篠田薫 - 荒井秀則｜原田清人 | 鷺山京子          | 小笠原猛   |
| 1990.10.14   | 37   | アマゾネス来襲 （亞馬遜女戰士來襲）           | - 平田忠雄｜菊池英一 - 平田明子｜高橋美樹 - 神谷｜下坂泰雄 - 的場｜藤岡大樹 - 娜比亞｜高野槇純 - 亞馬遜女戰士軍團 - 皮拉柯查黄金像                      | 增田貴彥          | 三ツ村鐵治 |
| 1990.10.21   | 38   | 選ばれた男 （被選中的男人）                   | - 松下昭一｜吉田淳 - 青木東洋｜村上幹夫 - 南部｜五野上力                                                                                                | 扇澤延男          | 三ツ村鐵治 |
| 1990.10.28   | 39   | 悲しい老怪盗 （悲哀的老怪盜）                 | - 赤井六助 / 忍者赤六｜近藤宏 - 稲垣剛介｜松本朝夫 - 稲垣清（赤井辰夫）｜野口賀光                                                                       | 新藤義清 宮下隼一 | 新井清     |
| 1990.11.11   | 40   | 瀬戸大橋の怪人I （瀨戶大橋的怪人Ⅰ）           | - 村田三郎｜福田健次 - 大谷真吾｜神崎允 - 村田的複製人軍團 - 木下｜穗高稔 - 高山｜町田幸夫 - TX-3 - 生化溶液                                            | 杉村升            | 小西通雄   |
| 1990.11.18   | 41   | 瀬戸大橋の怪人II （瀨戶大橋的怪人Ⅱ）          | - 村田三郎 - 大谷真吾 - 村田的複製人軍團 - 木下 - 大谷一郎｜森一 - TX-3 - 生化溶液                                                                      | 杉村升            | 小西通雄   |
| 1990.11.25   | 42   | 裏切りの捜査官 （背叛的搜查官）               | - 影澤一郎｜小宮健吾 - 影澤千鶴｜東丘伊豆 - 影澤和也｜布施優一郎 - 矢田｜小池雄介 - 浦上｜加納健次 - 亨利｜Jean Pierre - 新型原爆設計圖                 | 高久進            | 小笠原猛   |
| 1990.12.02   | 43   | 爆弾になった少年 （變成炸彈的少年）           | - 今泉文彦｜井上豪 - 今泉茂｜志賀圭二郎 - 今泉和枝｜麻生瑛子 - 町田｜園岡新太郎 - 岩城剛｜新海丈夫 - 北見宏｜青柳鐵夫 - 田口成司｜岡山一之              | 宮下隼一          | 小笠原猛   |
| 1990.12.09   | 44   | 一日だけの晴舞台 （一日限定的大舞台）         | - 米山米吉｜ばってん荒川 - 藤原勇｜石川武 | 扇澤延男          | 新井清     |
| 1990.12.16   | 45   | 爆破0秒前の愛 （爆炸零秒前的愛）              | - 蘆川俊一｜片桐順一郎 - 中富涼子｜岡田雅子 - 中津川修｜篠原大作 - 導彈炸彈                                                                             | 山田隆司          | 新井清     |
| 1990.12.23   | 46   | 一日一悪の少年 （日行一惡的少年）             | - 大田黑勝造｜多多良純 - 大田黑彦一｜大城誠晃 - 漆黑團 - 江川靖｜長谷川恒之 - 淺井三郎｜金丸和久 - 廣澤留吉｜倉島一也 - 超磁力装置                      | 扇澤延男          | 小西通雄   |
| 1990.12.30   | 47   | 億ションの甘い罠 （豪華公寓的甜蜜陷阱）       | - 手塚｜清水幹雄 - 手塚葉子｜吉田愛歩 - 手塚律子｜五十嵐美鈴 - 里中｜土手內潤 - 催眠瓦斯、新型引擎設計圖、緊急代號XX                                    | 鷺山京子          | 小西通雄   |
| 1991.01.06   | 48   | 特警を壊滅せよ! （特警崩壞!）                 | - 龍馬父｜千葉茂 - 龍馬母｜榎本郁代 - 小龍馬｜島田聰 - 小優子｜矢島亞由美 - 人造人R24                                                                   | 杉村升            | 小笠原猛   |
| 1991.01.13   | END  | 翔べ希望の空へ! （飛吧 向著希望的天空!）      | - 人造人R24 - 黑田鬼吉 | 杉村升            | 小笠原猛   |

## 日本首播頻道
- 東京都、關東廣域圏 ANB〔現:EX〕 朝日電視台
- 北海道 HTB 北海道電視台
- 青森縣 RAB 青森放送
- 岩手縣 IBC 岩手放送〔現:IBC岩手放送〕
- 宮城縣 KHB 東日本放送
- 秋田縣 ABS 秋田放送
- 福島縣 KFB 福島放送
- 新潟縣 NT21〔現:UX〕 新潟電視台21
- 山梨縣 UTY 山梨電視台
- 石川縣 ITC 石川電視台
- 福井縣 FBC 福井放送
- 長野縣 TSB 信州電視台
- 靜岡縣 SKT 靜岡縣民電視台〔現:SATV 靜岡朝日電視台〕
- 愛知縣、中京圏 NBN 名古屋放送〔現:メ〜テレ〕
- 大阪府、近畿廣域圏 ABC 朝日放送
- 鳥取縣、島根縣 BSS 山陰放送
- 岡山縣、香川縣 KSB 瀨戶內海放送
- 廣島縣 UHT〔現:HOME〕 廣島HOME電視台
- 山口縣 KRY 山口放送
- 德島縣 JRT 四國放送
- 愛媛縣 EBC 愛媛放送〔現:愛媛電視台〕
- 高知縣 RKC 高知放送
- 福岡縣 KBC 九州朝日放送
- 熊本縣 TKU 熊本電視台→KAB 熊本朝日放送
- 大分縣 TOS 大分電視台
- 宮崎縣 UMK 宮崎電視台
- 鹿兒島縣 KKB 鹿兒島放送

## 關連項目
- 救援警察系列
- 金屬英雄系列